# Xysticus slovacus
Xysticus slovacus là một loài nhện trong họ Thomisidae.
Loài này thuộc chi Xysticus. Xysticus slovacus được miêu tả năm 2000 bởi Svaton, Pekár & Prídavka.